# Ходоряска
Ходоряска (рум. Hodoreasca) — село у повіті Горж в Румунії. Входить до складу комуни Килнік.
Село розташоване на відстані 246 км на захід від Бухареста, 19 км на південний захід від Тиргу-Жіу, 90 км на північний захід від Крайови.

## Населення
За даними перепису населення 2002 року у селі проживали 180 осіб, усі — румуни. Усі жителі села рідною мовою назвали румунську.